# Das Kleine Theater Essen

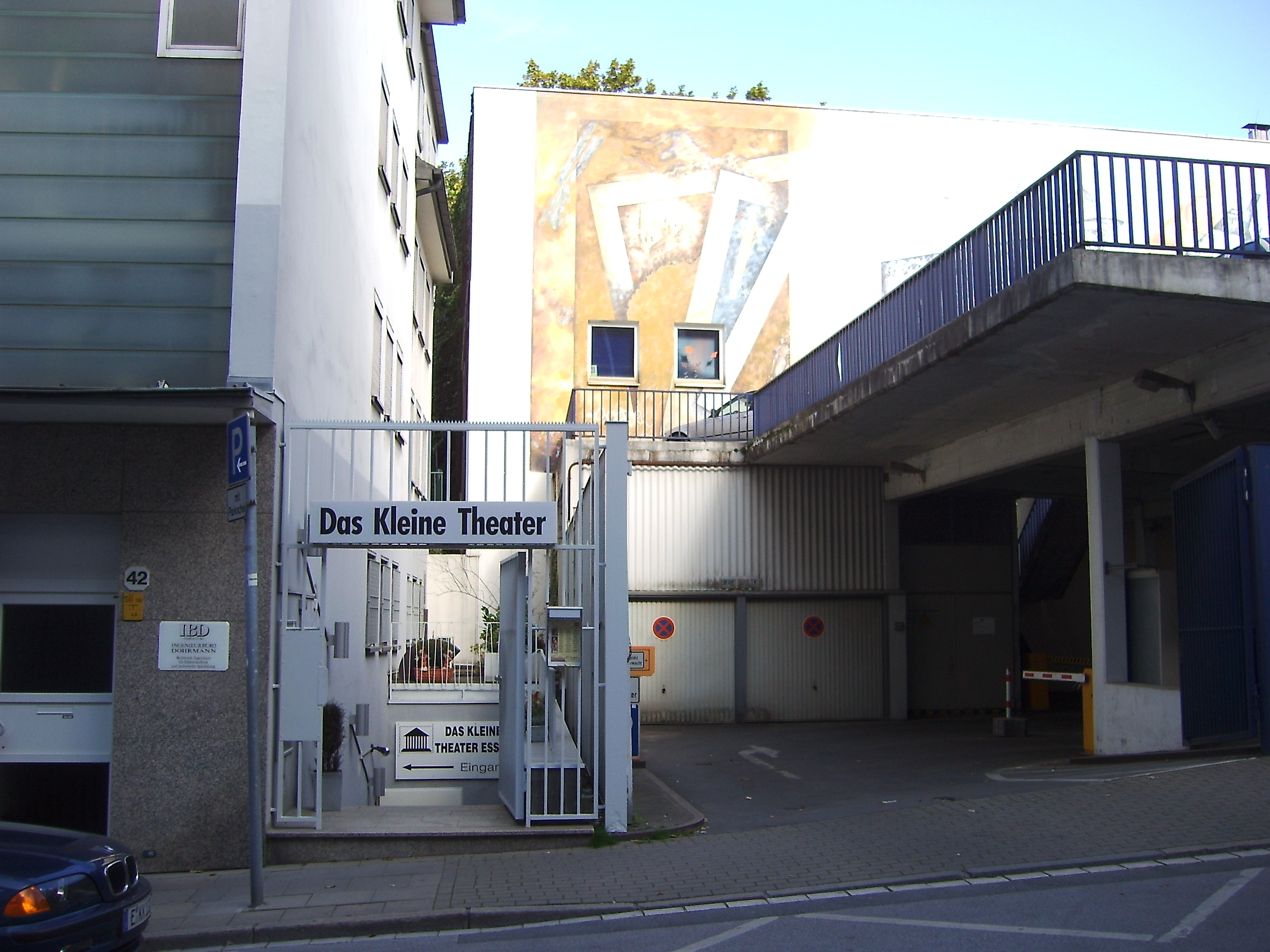
Das Kleine Theater Essen

Das Kleine Theater ist ein Privattheater in der Essener Innenstadt.

## Geschichte
Das Theater wurde von Helmut Gahmann, einem ehemaligen Folkwang-Schüler und langjährigem Schauspieler, zusammen mit einigen Freunden gegründet.
Der 15. November 1965, als unter Mithilfe des Jugendamtes und des Grafen von Schmettow die erste Premiere über die Bühne ging, gilt als der Gründungstag des Theaters. Fast sieben Jahre war das Theater in einem Jugendzentrum an der Papestraße in Holsterhausen untergebracht und erlangte in dieser Zeit einige Bekanntheit durch zahlreiche Gastspiele mit Kinder- und Erwachsenenstücken. Der Spielplan setzte sich, damals wie heute, aus Klassikern und Stücken der Moderne zusammen, sowie Märchenvorstellungen im Grugapark. 
1972 übernahm das Kleine Theater sein festes Haus am Gänsemarkt, wo seitdem die Vorstellungen stattfinden. 
Nach dem Tod von Helmut Gahmann im März 2005 wurde ein Trägerverein unter der Leitung von Ingo Scheuer gegründet, der dem Kleinen Theater Essen ein neues und gemütliches („plüschiges“) Gesicht gegeben hat. 